# Ерік Робертс
Ерік Робертс (англ. Eric Roberts; 18 квітня 1956) — американський актор. Брат акторки Джулії Робертс, батько акторки Емми Робертс.

## Біографія
Ерік Ентоні Робертс народився 18 квітня 1956 року у місті Білоксі, штат Міссісіпі в акторській сім'ї. Його батько Волтер Робертс був режисером і керівником театральної лабораторії, а мати, Бетті Лу, була акторкою. В дитинстві Ерік заїкався, проте варто було йому завчити текст, як заїкання зникало само по собі. Батько помітив цю особливість і спеціально для сина поставив теледраму «Маленькі першопрохідці», де довірив своєму п'ятирічному синові роль дитини-каліки. Так відбувся дебют Еріка на телеекрані. Справжній інтерес до кіно у Еріка проявився в одинадцять років, коли він побачив картину «До побачення, містер Чипс». Гра актора Роберта Доната, що перетворюється із молодої людини в старого, заворожила Робертса-молодшого і зумовила вибір подальшої професії. Кілька років Ерік Робертс виступав на аматорській сцені, подорожуючи з батьком містами штату. До того ж на його плечах лежала опіка двох молодших сестер — Лізи і Джулії. Тим часом в родині постійно спалахували сварки і скандали, і Ерік, намагаючись відволіктися від цього, пристрастився до наркотиків. Коли Еріку виповнилося чотирнадцять, його батьки розлучилися. Мати пішла до іншого чоловіка, і цього він їй пробачити не зміг. Хлопчик озлобився, став встрявати в бійки, і тільки театр залишався для нього віддушиною. Батько, бачачи в синові неабиякі акторські таланти, вирішив дати йому гарну освіту. Так в шістнадцять років Ерік опинився в Лондоні, в престижній англійській Королівській академії драматичного мистецтва.

## Кар'єра
Закінчивши академію, Ерік Робертс повернувся в США і в 1976 році отримав свою першу «дорослу роль» на телебаченні — в серіалі «Інший світ». І хоча серіал не мав великого успіху, але для Еріка він став важливим етапом в біографії — молодого актора помітили і глядачі, і критики. Уже в 1978 він дебютував у великому кіно, виконавши роль Дейва в картині «Король циган». Влітку 1981 Ерік Робертс потрапляє в автомобільну катастрофу, результатом якої стала важка черепно-мозкова травма, і пошкодження обличчя. Кілька днів лікарі боролися за його життя, і, на щастя, все закінчилося добре. Кілька перенесених операцій не тільки підняли його на ноги, а й повернули колишню зовнішність.
Повернення Еріка Робертса в кінематограф відбулося в 1983 році. У фільмі «Зірка Плейбоя» він геніально зіграв психопата Пола Снайдера. Ця роль і визначила його амплуа, — режисери стали регулярно запрошувати Еріка на різні негативні ролі. Однією з найяскравіших робіт актора в середині 80-х стала роль Бака в фільмі Андрія Кончаловського «Потяг-утікач». За цю роль Ерік Робертс навіть номінувався на Оскар. У другій половині 80-х Робертс знявся в картинах: Хлопець з фірми «Кока-Кола», «Повільний вогонь», «Раптове пробудження», «Червоний, як кров», «Кращі з кращих» та інших. До початку 90-х він вже по праву вважався зіркою Голлівуду.
В 90-ті роки Ерік Робертс був неймовірно популярний. Щорічно виходило по кілька фільмів з його участю. Серед найбільш відомих робіт: Френк в «Самотніх серцях», Алекс Греді «Найкращі з найкращих 2», Джиммі Еванс в «Кінцевий аналіз», Томас в «Спеціаліст», Грант у «Вільному падінні» і багато інших. Однак у цієї популярності була й інша сторона. Ерік Робертс і раніше найчастіше грав психологічно складні ролі негідників, що природно позначалося на його нервовій системі. Якщо додати до цього його постійні зв'язки з жінками та захоплення наркотиками, то ситуація явно складалася не на його користь. За Еріком закріпилася погана репутація. Актор вчасно зробив висновки. Пройшовши під наглядом лікаря тривалу програму лікування від наркотиків, він повернувся на екран у новому вигляді. У 1997 році Ерік Робертс знявся в серіалі «C-16: ФБР», де зіграв «хорошого» хлопця Джона Оланскі.
У новому столітті Ерік Робертс все частіше став співпрацювати з телебаченням, знімаючись в різних серіалах. Серед найвідоміших: комедійний серіали «Клава, давай!» і «CSI: Маямі». Як зізнається сам Ерік Робертс, він вже досяг такого рівня, коли може собі дозволити брати участь лише в тих фільмах, робота в яких йому самому цікава і приносить задоволення. Він з однаковим успіхом грає і в бойовиках, і в трилерах, і в комедіях, і в драмах. Глядачам напевно запам'яталися його роботи в драмі Марка Девіда «Інтоксикація» і в комедійному бойовику Денніса Дугана «Національна безпека». Знявся Ерік Робертс і в російсько-американському серіалі режисера Родіона Нахапетова «Росіяни у місті Ангелів» (2003). Він зіграв контрабандиста Ларі «Койота» Макловскі, що допомагає в розслідуванні головному герою російському слідчому Андрію Сомову. Цю ж роль Робертс зіграв і в іншому фільмі Нахапетова — трилері «Прикордонний блюз» (2004). А в трилері все того ж Родіона Нахапетова «Зараження» (2008) Ерік Робертс знявся в ролі лікаря клініки Дмитра Корзунова. Кілька разів актор приїжджав на зйомки в Росію. У 2007 році Ерік Робертс виконав головну роль в російсько-американській картині «Пророк: місія п'ятого ангела». Знімався актор і у картині української режисерки Оксани Байрак «Аврора» (2006), присвяченій трагедії на Чорнобильській АЕС, і в бойовику казахського режисера Еркена Ялгашева «Ближній бій» (2007).

## Фільмографія
| Рік       |    | Українська назва                                     | Оригінальна назва                           | Роль                                  |
| --------- | -- | ---------------------------------------------------- | ------------------------------------------- | ------------------------------------- |
| 1977      | с  | Інший світ                                           | Another World                               | Тед Бенкрофт 1                        |
| 1978      | ф  | Король циган                                         | King of the Gypsies                         | Дейв                                  |
| 1980      | тф | Справа Пола                                          | Paul's Case                                 | Пол                                   |
| 1981      | ф  | Бродяга                                              | Raggedy Man                                 | Тедді                                 |
| 1983      | с  | Американський театр                                  | American Playhouse                          | місс Самотні серця                    |
| 1983      | ф  | Зірка Плейбоя                                        | Star 80                                     | Пол Снайдер                           |
| 1984      | ф  | Хрещений батько Гринвіч-Віллидж                      | The Pope of Greenwich Village               | Полі                                  |
| 1985      | ф  | Хлопець з фірми «Кока-Кола»                          | The Coca-Cola Kid                           | Беккер                                |
| 1985      | ф  | Потяг-утікач                                         | Runaway Train                               | Бак МакГі                             |
| 1986      | ф  | Дівчина не промах                                    | Nobody's Fool                               | Райлі                                 |
| 1986      | тф | Повільний вогонь                                     | Slow Burn                                   | Джейкоб Еш                            |
| 1988      | тф | Зцілити націю                                        | To Heal a Nation                            | Ян Скраггс                            |
| 1989      | ф  | Раптове пробудження                                  | Rude Awakening                              | Фред Вук                              |
| 1989      | ф  | Червоний, як кров                                    | Blood Red                                   | Марко Колоджеро                       |
| 1989      | ф  | Кращі з кращих                                       | Best of the Best                            | Алекс Грейді                          |
| 1990      | ф  | Швидка допомога                                      | The Ambulance                               | Джош Бейкер                           |
| 1990      | тф | Зниклий Капоне                                       | The Lost Capone                             | Аль Капоне                            |
| 1990      | тф | Занепалий ангел                                      | Descending Angel                            | Майкл Россі                           |
| 1991      | тф | Хрещена мати 2                                       | Vendetta: Secrets of a Mafia Bride          | Шон МакЛірі                           |
| 1991      | ф  | Самотні серця                                        | Lonely Hearts                               | Френк                                 |
| 1991      | ф  | Шпагою                                               | By the Sword                                | Олександр Віллард                     |
| 1992      | ф  | Кінцевий аналіз                                      | Final Analysis                              | Джиммі Еванс                          |
| 1992      | тф | Втікач серед нас                                     | Fugitive Among Us                           | Кел Гарпер                            |
| 1993      | тф | Любити, шанувати і слухатися: Останнє подружжя мафії | Love, Honor & Obey: The Last Mafia Marriage | Сальваторе Білл Бонанно               |
| 1993      | тф | Подорож                                              | Voyage                                      | Гіл Фріланд                           |
| 1993      | ф  | Найкращі з найкращих 2                               | Best of the Best II                         | Алекс Грейді                          |
| 1993      | ф  | Любов, зрада і крадіжка                              | Love, Cheat & Steal                         | Рено Адамс                            |
| 1994      | ф  | Дитяча лихоманка                                     | Babyfever                                   | Ентоні                                |
| 1994      | ф  | Вільне падіння                                       | Freefall                                    | Грант Оріон                           |
| 1994      | ф  | Гострі відчуття                                      | Sensation                                   | доктор Ян Бертон                      |
| 1994      | ф  | Спеціаліст                                           | The Specialist                              | Томас Леон                            |
| 1994      | ф  | Жорстока правда                                      | The Hard Truth                              | доктор Чендлер Етрідж                 |
| 1994      | ф  | Любов — це зброя                                     | Love Is a Gun                               | Джек Гарт                             |
| 1995      | ф  | Природа звіра                                        | The Nature of the Beast                     | Едріен                                |
| 1995      | ф  | Безсмертні                                           | The Immortals                               | Джек                                  |
| 1995      | тф | Врятований світлом                                   | Saved by the Light                          | Денніон Брінклі                       |
| 1996      | тф | Темний ангел                                         | Dark Angel                                  | Волтер Д'Арканджело                   |
| 1996      | тф | Доктор Хто                                           | Doctor Who                                  | Майстер / Брюс                        |
| 1996      | тф | Холоднокровне вбивство                               | In Cold Blood                               | Перрі Сміт                            |
| 1996      | ф  | Могила                                               | The Grave                                   | Касс                                  |
| 1996      | ф  | Це моя вечірка                                       | It's My Party                               | Нік Старк                             |
| 1996      | ф  | Радіостанція смерті                                  | Power 98                                    | Карлін Пикетт                         |
| 1996      | ф  | Бранці небес                                         | Heaven's Prisoners                          | Бубба Роке                            |
| 1996      | ф  | Кабельник                                            | The Cable Guy                               | Ерік Робертс                          |
| 1996      | ф  | Скляна клітка                                        | The Glass Cage                              | Монтраше                              |
| 1996      | ф  | Американські бродяги                                 | American Strays                             | Мартін                                |
| 1996      | ф  | Вирок часу                                           | Past Perfect                                | Ділан Купер                           |
| 1996      | в  | Ворог суспільства № 1                                | Public Enemies                              | Артур Данлоп                          |
| 1996      | с  | Шоу Дрю Кері                                         | The Drew Carey Show                         | Стівен                                |
| 1997      | с  | Одіссея                                              | The Odyssey                                 | Евримах                               |
| 1997      | с  | Фрейзер                                              | Frasier                                     | Чет                                   |
| 1997      | с  | В'язниця Оз                                          | Oz                                          | Річард                                |
| 1997—1998 | с  | C-16: ФБР                                            | C-16: FBI                                   | Джон Оланські                         |
| 1997      | ф  | Люди-тіні                                            | The Shadow Men                              | Боб Вілсон                            |
| 1997      | ф  | Особливо небезпечний злочинець                       | Most Wanted                                 | помічник заступника директора Спенсер |
| 1997      | ф  | Динаміт                                              | T.N.T.                                      | Руссо                                 |
| 1998      | кф | Приготування бутербродів                             | Making Sandwiches                           | Джулія                                |
| 1998      | ф  | Процес знищення                                      | La Cucaracha                                | Волтер Пул                            |
| 1998      | ф  | Тупик                                                | Dead End                                    | Генрі Смовінскі                       |
| 1998      | в  | Пророцтво 2                                          | The Prophecy II                             | Михаїл                                |
| 1999      | в  | Гірка радість                                        | BitterSweet                                 | містер Венті                          |
| 1999      | тф | Чистилище                                            | Purgatory                                   | Блекджек Бріттон                      |
| 1999      | тф | Небесний вогонь                                      | Heaven's Fire                               | Дін Макконнелл                        |
| 1999      | тф | Хрещений Ланскі                                      | Lansky                                      | Багсі Сигел                           |
| 1999      | ф  | Суперзлочин                                          | Two Shades of Blue                          | Келвін Стезі                          |
| 1999      | ф  | Законник                                             | Restraining Order                           | Роберт Вудфілд                        |
| 1999      | ф  | Польові квіти                                        | Wildflowers                                 | Джейкоб                               |
| 1999      | ф  | Долина смерті                                        | Facade                                      | Колін Вентворт                        |
| 1999      | ф  | Замовлений убивця                                    | Hitman's Run                                | Тоні Лазорка / Джон Дуган             |
| 1999      | мс | Спаун                                                | Spawn                                       | Піті                                  |
| 1999      | с  | Дотик ангела                                         | Touched by an Angel                         | Нік Страттон                          |
| 1999      | с  | Голод                                                | The Hunger                                  | Джин                                  |
| 2000      | с  | Фалькон                                              | Falcone                                     | Раймонд "Божевільний" Ріккі           |
| 2000—2001 | с  | Похмуре царство                                      | Dark Realm                                  |                                       |
| 2000      | тф | Погоня за часом                                      | Race Against Time                           | Джеймс Гебріел                        |
| 2000      | ф  | Захоплення в раю                                     | Tripfall                                    | містер Едді                           |
| 2000      | ф  | Без алібі                                            | No Alibi                                    | Віктор Геддок / Стенлі Джойнер        |
| 2000      | ф  | Злодій завжди злодій                                 | Luck of the Draw                            | Карло                                 |
| 2000      | ф  | Дублер                                               | The Alternate                               | Дублер                                |
| 2000      | ф  | Божевільний Сесіл Б.                                 | Cecil B. DeMented                           | колишній чоловік Гані                 |
| 2000      | ф  | Гвардійці короля                                     | The King's Guard                            | Августу Талберт                       |
| 2000      | ф  | Ханжа                                                | Sanctimony                                  | лейтенант                             |
| 2000      | ф  | Вулиці милосердя                                     | Mercy Streets                               | Ром                                   |
| 2001      | ф  | Мозкова атака                                        | Mindstorm                                   | Девід Мендес                          |
| 2001      | ф  | Любов на бігу                                        | Fast Sofa                                   | Робінсон                              |
| 2001      | тф | Швидше за тінь                                       | Walking Shadow                              | начальник поліції ДеСпейн             |
| 2001      | тф | Летючий голландець                                   | The Flying Dutchman                         | Шон                                   |
| 2001      | тф | Небезпечний рейс                                     | Rough Air: Danger on Flight 534             | перший офіцер Майк Гоган              |
| 2001      | тф | Танець на лезі                                       | Stiletto Dance                              | Кіт Адріан                            |
| 2001      | в  | Раптор                                               | Raptor                                      | шериф Джим Таннер                     |
| 2001      | в  | Тюремні ігри                                         | Con Games                                   | Хопкінс                               |
| 2001      | с  | Король Квінса                                        | The King of Queens                          | Стромейер                             |
| 2001      | с  | Закон і порядок: Спеціальний корпус                  | Law & Order: Special Victims Unit           | Сем Вінфілд                           |
| 2001      | с  | Шоу Енді Діка                                        | The Andy Dick Show                          | ув'язнений                            |
| 2001      | с  | Рокери                                               | Strange Frequency                           | Боб Генрі                             |
| 2002      | ф  | Помилковий номер                                     | Wrong Number                                | Джош Грей                             |
| 2002      | ф  | Вищий пілотаж                                        | Spun                                        | The Man                               |
| 2002      | ф  | Перевертні з Волл-стріт                              | Wolves of Wall Street                       | Дайсон Келлер                         |
| 2002      | тф | Закінчуючи чорновий варіант                          | Roughing It                                 | майстер                               |
| 2002      | тф | Розпечене Різдво                                     | Christmas Rush                              | Джиммі Скалзетті                      |
| 2002—2004 | мс | Ліга Справедливості                                  | Justice League                              | Монгул                                |
| 2002      | с  | Клинок відьом                                        | Witchblade                                  | Лупо                                  |
| 2002—2005 | с  | Клава, давай!                                        | Less Than Perfect                           | Вілл Батлер                           |
| 2003      | с  | Росіяни в Місті Ангелів                              | Русские в Городе Ангелов                    | Ларрі "Койот" Макловські              |
| 2003      | ф  | Інтоксикація                                         | Intoxicating                                | Тедді                                 |
| 2003      | ф  | Національна безпека                                  | National Security                           | Неш                                   |
| 2003      | ф  | Довга поїздка додому                                 | The Long Ride Home                          | шериф Генк Боуман                     |
| 2003      | ф  | Небезпечні особини                                   | Endangered Species                          | лейтенант Майк «Саллі» Салліван       |
| 2004      | ф  | Вихідні                                              | Killer Weekend                              | Джек Телбот                           |
| 2004      | ф  | Міс «Ізгой»                                          | Miss Cast Away                              | Максімус Пауер                        |
| 2004      | ф  | Шість                                                | Six: The Mark Unleashed                     | Даллас                                |
| 2004      | ф  | Останній кадр                                        | The Last Shot                               | Ерік Робертс                          |
| 2004      | ф  | Прикордонний блюз                                    | Border Blues                                | Койот Ларрі                           |
| 2005      | ф  | Молодший пілот                                       | Junior Pilot                                | тренер Девіс                          |
| 2005      | ф  | Следж: Нерозказана історія                           | Sledge: The Untold Story                    | начальник поліції                     |
| 2005      | ф  | Костолом                                             | Break a Leg                                 | Майкл Річард Ланге                    |
| 2005      | ф  | Останній притулок                                    | Graves End                                  | Таркінгтон Александр Грейвс           |
| 2005      | ф  | Цивілізація Максвелла Брайта                         | The Civilization of Maxwell Bright          | Арліс                                 |
| 2005      | мф | Секрет Джепетто                                      | Geppetto's Secret                           | Джек Гаммер                           |
| 2005      | мс | Денні-Фантом                                         | Danny Phantom                               | Дарк Денні                            |
| 2005      | с  | Місце злочину: Маямі                                 | CSI: Miami                                  | Кен Крамер                            |
| 2006—2007 | с  | Секс в іншому місті                                  | The L Word                                  | Гебріел Маккатчен                     |
| 2006      | ф  | Як впізнати своїх святих                             | A Guide to Recognizing Your Saints          | Антоніо                               |
| 2006      | ф  | Проклятий діамант                                    | 8 of Diamonds                               | Чарлі Кламанські                      |
| 2006      | ф  | Товстухи                                             | Phat Girlz                                  | Роберт Майер                          |
| 2006      | ф  | Голлівудські мрії                                    | Hollywood Dreams                            | Томас Курт                            |
| 2006      | ф  | D.O.A.: Живим або мертвим                            | D.O.A.                                      | Донован                               |
| 2006      | ф  | В один бік                                           | One Way                                     | Нік Свелл                             |
| 2006      | ф  | Аврора                                               | Аврора                                      | містер Браун                          |
| 2006      | тф | Фатальна помилка                                     | Fatal Desire                                | Джо                                   |
| 2007      | тф | Пандемія                                             | Pandemic                                    | мер Річард Делласандро                |
| 2007      | ф  | Убити сестру                                         | Sister's Keeper                             | Малікай                               |
| 2007      | ф  | Ближній бій                                          | Blizhniy Boy: The Ultimate Fighter          | Іван                                  |
| 2007—2010 | с  | Герої                                                | Heroes                                      | Томпсон                               |
| 2008      | с  | Втілення страху                                      | Fear Itself                                 | Гаррі Сігел                           |
| 2008      | с  | Закон і порядок: Злочинний намір                     | Law & Order: Criminal Intent                | Рой Хуберт                            |
| 2008      | с  | Чистильник                                           | The Cleaner                                 | Рей Крін                              |
| 2008      | с  | Антураж                                              | Entourage                                   | Ерік Робертс                          |
| 2008      | в  | Темний медовий місяць                                | Dark Honeymoon                              | L.A. Guy                              |
| 2008      | тф | Глибинна бомба                                       | Depth Charge                                | командор Вільям Крейг                 |
| 2008      | тф | Циклоп                                               | Cyclops                                     | Імператор Тіберій Цезар               |
| 2008      | ф  | Недолугий захист                                     | Witless Protection                          | Вілфорд Дюваль                        |
| 2008      | ф  | Зараження                                            | Contamination                               | Дмитро Корзунов                       |
| 2008      | ф  | Темний лицар                                         | The Dark Knight                             | Мароні                                |
| 2009      | ф  | Парниковий експеримент                               | The Steam Experiment                        | Грант                                 |
| 2009      | ф  | Детектив Рок Слайд                                   | Rock Slyde                                  | Джейк Деліверіман                     |
| 2009      | ф  | Веселка Шеннон                                       | Shannon's Rainbow                           | Мітчелл Прескотт                      |
| 2009      | ф  | Королівське вбивство                                 | Royal Kill                                  | тато                                  |
| 2009      | ф  | Вся правда                                           | The Whole Truth                             | Яро Марослав                          |
| 2009      | ф  | Злочини минулого                                     | Crimes of the Past                          | Роберт Бірн                           |
| 2009      | ф  | Проект «Самотність»                                  | Project Solitude                            | Джон Сола                             |
| 2009      | ф  | М'ясник                                              | The Butcher                                 | Мерл Хенч                             |
| 2009      | ф  | Лігейя Едгара Аллана По                              | Ligeia                                      | Васлов                                |
| 2009      | в  | В одну мить                                          | In the Blink of an Eye                      | капітан Джонс                         |
| 2009      | с  | Зіткнення                                            | Crash                                       | Сет                                   |
| 2010      | с  | Чак                                                  | Chuck                                       | Пакард                                |
| 2010      | тф | Акулосьминіг                                         | Sharktopus                                  | Натан Сандс                           |
| 2010      | ф  | Королівський престол                                 | Kingshighway                                | Френк Монвіано                        |
| 2010      | ф  | Господарі міста гріхів                               | Westbrick Murders                           | Джон Барроу                           |
| 2010      | ф  | Вороги серед нас                                     | Enemies Among Us                            | Коббс                                 |
| 2010      | ф  | Фанатка                                              | Groupie                                     | Ангус                                 |
| 2010      | ф  | Нестримні                                            | The Expendables                             | Джеймс Монро                          |
| 2010      | ф  | Спіймати, щоб убити                                  | Hunt to Kill                                | Лі Девіс                              |
| 2010      | ф  | Перший пес                                           | First Dog                                   | президент Сполучених Штатів           |
| 2010      | ф  | Сніданок у ліжко                                     | Bed & Breakfast: Love is a Happy Accident   | містер Гоупвелл                       |
| 2010—2011 | с  | Молоді та зухвалі                                    | The Young and the Restless                  | Венс Абрамс                           |
| 2011      | с  | Веган 101                                            | Vegan 101                                   | доктор Ітон Райт                      |
| 2011      | с  | Чорна мітка                                          | Burn Notice                                 | Рід Перкінс                           |
| 2011      | с  | Мислити як злочинець. Поведінка підозрюваного        | Criminal Minds: Suspect Behavior            | Енді Армус                            |
| 2011      | ф  | Кейс                                                 | Silver Case                                 | Сенатор                               |
| 2012      | ф  | Крайній термін                                       | Deadline                                    | Ронні Баллок                          |
| 2012      | ф  | Білосніжка: Смертельне літо                          | Snow White: A Deadly Summer                 | Грант                                 |
| 2012      | ф  | Кривава робота                                       | Bloodwork                                   |                                       |
| 2012      | ф  | Дитя                                                 | The Child                                   | Роберт Стерн                          |
| 2012      | ф  | 23 хвилини до світанку                               | 23 Minutes to Sunrise                       | Даніель                               |
| 2012      | с  |                                                      | obSETHed                                    | Ерік                                  |
| 2012      | с  | Шукач                                                | The Finder                                  | дядя Шадрак                           |
| 2012      | с  | Фатальні красуні                                     | Femme Fatales                               | Девід Беннйон                         |
| 2012      | с  | Куля в обличчя                                       | Bullet in the Face                          | Ракен                                 |
| 2013      | с  | CSI: Місце злочину                                   | CSI: Crime Scene Investigation              | Даніель Ларсон                        |
| 2013      | с  | Високі підбори, низький рівень                       | High Heels, Low Standards                   | Сенатор Старлінг                      |
| 2013      | с  |                                                      | Tainted Love                                | Фред Лукас                            |
| 2013      | ф  | Паранормальне кіно                                   | Paranormal Movie                            | доктор Ліпшиць                        |
| 2013      | ф  | Припливи                                             | The Hot Flashes                             | Лоуренс Хамфрі                        |
| 2013      | ф  | Неправильні копи                                     | Wrong Cops                                  | Боб                                   |
| 2013      | ф  | Біжи                                                 | Run                                         | Джеремія                              |
| 2014      | ф  | Протилежна стать                                     | The Opposite Sex                            | містер Кемпбелл                       |
| 2014      | ф  | Вроджена вада                                        | Inherent Vice                               | Майкл Вольфманн                       |
| 2015      | ф  |                                                      | The Condemned 2                             | Френк Таннер                          |
| 2016      | ф  | Максимальний удар                                    | Maximum Impact                              | Роберт Джейкосб                       |
| 2020      | ф  | Упалі ангели                                         | Angels Fallen                               | Веррік                                |
| 2020      | ф  | Побачення у Вегасі                                   | Побачення у Вегасі                          | камео                                 |
| 2021      | ф  | Песики на варті                                      | Pups Alone                                  | Білл                                  |
| 2022      | ф  | Вавилон                                              | Babylon                                     | Роберт Рой                            |
| 2024      | ф  | 1242: Брама на захід                                 | 1242: Gateway to the West                   | капітан Акос                          |